# ۲۳۲ (قمری)
۲۳۲ (قمری)، دویست و سی و دومین سال در گاهشماری هجری قمری است. اول محرم این سال برابر با اول سپتامبر سال ۸۴۶ میلادی است.

## زادگان
- ۸ ربیع‌الثانی: حسن عسکری امام یازدهم شیعیان